# Cyrtodactylus thochuensis
Espèce
Cyrtodactylus thochuensis est une espèce de geckos de la famille des Gekkonidae.

## Répartition
Cette espèce est endémique de l'île Tho Chu dans la province de Kiên Giang au Viêt Nam.

## Étymologie
Son nom d'espèce, composé de thochu et du suffixe latin -ensis, « qui vit dans, qui habite », lui a été donné en référence au lieu de sa découverte.

## Publication originale
- Ngo Van Tri & Grismer, 2012 : A new endemic species of Cyrtodactylus Gray (Squamata: Gekkonidae) from Tho Chu Island, southwestern Vietnam. Zootaxa, n. 3228, p. 48–60.